# Ciliaria confusa
Ciliaria confusa är en svampart som först beskrevs av Mordecai Cubitt Cooke, och fick sitt nu gällande namn av Jean Louis Emile Boudier 1907. Ciliaria confusa ingår i släktet Ciliaria och familjen Pyronemataceae.   Inga underarter finns listade i Catalogue of Life.